# Liste der Monuments historiques in Duvy
Die Liste der Monuments historiques in Duvy führt die Monuments historiques in der französischen Gemeinde Duvy auf.

## Liste der Bauwerke
| Bezeichnung                   | Beschreibung            | Standort | Kennzeichnung | Schutzstatus | Datum | Bild           |
| ----------------------------- | ----------------------- | -------- | ------------- | ------------ | ----- | -------------- |
| Kirche St-Pierre und Friedhof | 12. und 16. Jahrhundert | (Lage)   | PA00114675    | Inscrit      | 1954  | weitere Bilder |

## Liste der Objekte
| Bezeichnung                                                                                    | Beschreibung                                            | Standort                       | Kennzeichnung | Schutzstatus | Datum | Bild |
| ---------------------------------------------------------------------------------------------- | ------------------------------------------------------- | ------------------------------ | ------------- | ------------ | ----- | ---- |
| Skulptur des Apostels Petrus                                                                   | Holz, 17. Jahrhundert                                   | in der Kirche St-Pierre (Lage) | PM60000722    | Classé       | 1966  |      |
| Chorabtrennung oberer Teil (auf dem Foto an der Wand)                                          | Holz, 16. Jahrhundert                                   | in der Kirche St-Pierre (Lage) | PM60004888    | Inscrit      | 2008  |      |
| Abtrennung zum Taufbecken                                                                      | Holz, erste Hälfte des 17. Jahrhunderts                 | in der Kirche St-Pierre (Lage) | PM60004889    | Inscrit      | 2008  |      |
| Kanzel                                                                                         | Eichenholz, 1699                                        | in der Kirche St-Pierre (Lage) | PM60004887    | Inscrit      | 2008  |      |
| Skulptur des Apostels Petrus                                                                   | Kalkstein, polychrom gefasst, Ende des 15. Jahrhunderts | in der Kirche St-Pierre (Lage) | PM60004886    | Inscrit      | 2008  |      |
| Lesepult                                                                                       | Sschmiedeeisen, vergoldet, 1792                         | in der Kirche St-Pierre (Lage) | PM60004890    | Inscrit      | 2008  |      |
| Gedenktafel für Guillaume Dubie                                                                | Kalstein, 1587                                          | in der Kirche St-Pierre (Lage) | PM60003464    | Classé       | 2005  |      |
| Epitaph für Blouet genannt Tristan, Grundherr von Oigny, und seine Frau Marguerite la Blouette | Kalkstein, 1410                                         | in der Kirche St-Pierre (Lage) | PM60003465    | Classé       | 2005  |      |